# Rodrigo Possebon
Rodrigo Pereira Possebon (sinh ngày 13 tháng 2 năm 1989) là một cầu thủ người Ý.
Khi còn trẻ, anh chơi cho câu lạc bộ Internacional của Brasil. Anh được Manchester United phát hiện và ký hợp đồng vào năm 2008. Sau hai năm không thành công với Manchester United khi chỉ ra sân 3 trận, Possebon chuyển sang thi đấu cho Braga của Bồ Đào Nha theo dạng cho mượn trong nửa đầu của mùa giải 2009-10. Anh đã gia nhập nhiều câu lạc bộ khác nhau trước khi gia nhập câu lạc bộ TP Hồ Chí Minh vào năm 2018. Nhưng việc tái phát chấn thương và không đáp ứng được sự kỳ vọng, CLB TP. HCM đã thanh lý hợp đồng với Possebon sau hơn 1 tháng gia tham gia tập luyện.

## Sự nghiệp câu lạc bộ
Possebon bắt đầu sự nghiệp chơi bóng cho Internacional ở vị trí tiền vệ lùi. Possebon được phát hiện bởi tuyển trạch viên Manchester United, John Calvert-Toulmin, người cũng đã phát hiện ra bộ đôi Fabio, Rafael Da Silva.
Manchester United mua Possebon vào tháng 1 năm 2008.Possebon đeo áo số 34, số áo trước đó của Ryan Schawcross. Anh có trận đấu chuyên nghiệp đầu tiên khi vào sân thay cho Ryan Giggs trong hiệp 2 trong trận tiếp Newcastle United.
Vào 23 tháng 9 năm 2008, trong một trận đấu thuộc cúp Carling cup, anh đã bị chấn thương sau một pha vào bóng của đội trưởng Middlesbrough Emanuel Pogatez, khiến cho cầu thủ người Áo phải nhận thẻ đỏ.Ban đầu người ta sợ rằng đó là một ca gãy chân, nhưng Manchester United sau đó đã xác nhận điều ngược lại.Possebon có trận đấu quay trở lại vào 22.10.2008, ghi bàn trong trận đội dự bị Manchester United thắng Manchester City 3-0.
Tháng 1/2018 anh đã ký hợp đồng thi đấu cho Câu lạc bộ bóng đá Thành phố Hồ Chí Minh, một CLB của Việt Nam. Tháng 2 năm 2018, anh bị thanh lý hợp đồng.

## Danh hiệu

### Cấp câu lạc bộ
Internacional
- Giải vô địch U-20 Brasil: 2006

Manchester United
- Siêu cúp Anh: 2008
- Football League Cup: 2008–09

Santos
- Giải vô địch quốc gia Brasil: 2011
- Copa Libertadores: 2011